# 사와카미 류지
사와카미 류지(일본어: 澤上 竜二, 1993년 10월 8일 ~ )는 일본의 축구 선수이다.

## 구단 경력
그는 2016년부터 J리그의 세레소 오사카, FC 이마바리, SC 사가미하라, 가이나레 돗토리에서 뛰었다.